# Liste der Biografien/Toq
Liste der Biografien |
Portal Biografien |
Personensuche
# |
A |
B |
C |
D |
E |
F |
G |
H |
I |
J |
K |
L |
M |
N |
O |
P |
Q |
R |
S |
T |
U |
V |
W |
X |
Y |
Z |
?
 
Ta |
Tc |
Te |
Tf |
Tg |
Th |
Ti |
Tj |
Tk |
Tl |
Tm |
To |
Tq |
Tr |
Ts |
Tu |
Tv |
Tw |
Tx |
Ty |
Tz
 
Toa |
Tob |
Toc |
Tod |
Toe |
Tof |
Tog |
Toh |
Toi |
Toj |
Tok |
Tol |
Tom |
Ton |
Too |
Top |
Toq |
Tor |
Tos |
Tot |
Tou |
Tov |
Tow |
Tox |
Toy |
Toz
Die Liste der Biografien führt alle Personen auf, die in der deutschsprachigen Wikipedia einen Artikel haben. Dieses ist eine Teilliste mit 6 Einträgen von Personen, deren Namen mit den Buchstaben „Toq“ beginnt.

## Toq

### Toqa
- Toqa Timur (1304–1332), Kaiser Chinas (Yuan-Dynastie)
- Toqajew, Qassym-Schomart (* 1953), kasachischer PolitikerQassym-Schomart Toqajew (* 1953)

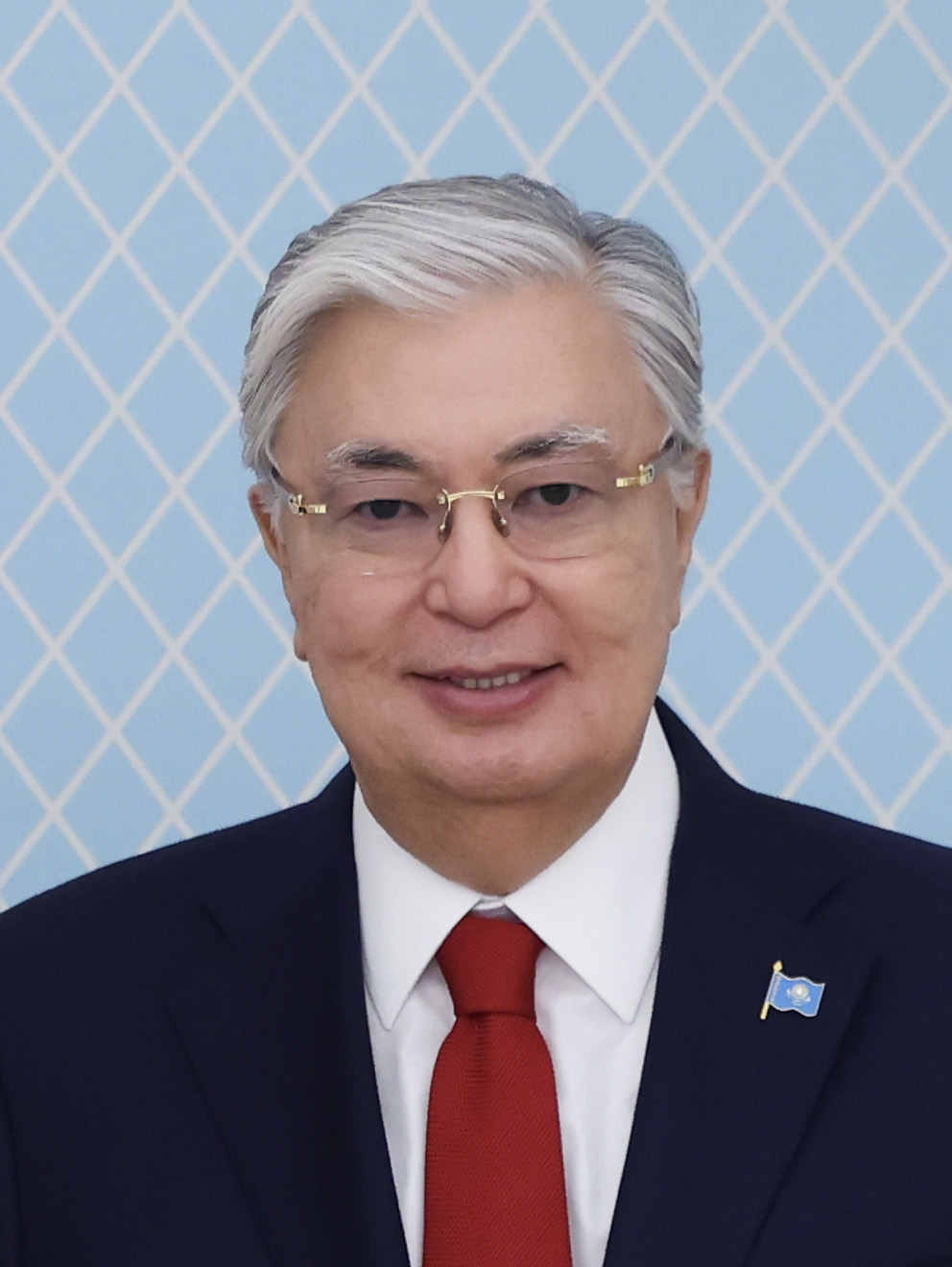
Qassym-Schomart Toqajew (* 1953)

### Toqp
- Toqpaqbajew, Sät (* 1939), kasachischer Generaloberst und Politiker

### Toqt
- Toqtaqynow, Assan (* 1986), kasachischer Skispringer

### Toqu
- Toquero, Gaizka (* 1984), spanischer Fußballspieler
- Toquinho (* 1946), brasilianischer Sänger, Gitarrist und Komponist